# Onesia abaensis
Onesia abaensis är en tvåvingeart som beskrevs av Chen och Fan 1993. Onesia abaensis ingår i släktet Onesia och familjen spyflugor.
Artens utbredningsområde är Sichuan (Kina). Inga underarter finns listade i Catalogue of Life.